# Utah Snowbears
Gli Utah Snowbears furono una franchigia di pallacanestro della ABA 2000, con sede a Taylorsville, nello Utah. Proprietario e allenatore della squadra fu Isaac Austin.
Creati nell'autunno del 2004, disputarono la stagione 2004-05, terminando con un record di 26-1. Nei play-off dichiararono forfeit per problemi finanziari prima della finale di conference contro i Bellevue Blackhawks.
Si sciolsero al termine della stessa stagione.

## Stagioni
| Stagione | Lega     | Denominazione  | V  | P | %    | Piazzamento | Play-off             |
| -------- | -------- | -------------- | -- | - | ---- | ----------- | -------------------- |
| 2004-05  | ABA 2000 | Utah Snowbears | 25 | 1 | 96,2 | 1º          | Finale di conference |